# Ziridava leptomita
Ziridava leptomita är en fjärilsart som beskrevs av Turner 1907. Ziridava leptomita ingår i släktet Ziridava och familjen mätare. Inga underarter finns listade i Catalogue of Life.